# 比拉馬體育會
比拉馬體育會（S.C. Beira-Mar）是一間位於阿威羅的葡萄牙足球球會，在2005/06球季奪得甲組冠軍，升上超級聯賽。比拉馬的球場叫阿威羅市政體育場，是為了2004年歐洲國家杯而興建的球場。

## 體育部
比拉馬於1922年1月1日在阿威羅成立，當時他們最著名的運動有室內足球、籃球和拳擊部。而足球部當時也正在成長，當時足球部已經經常在頂級聯賽角逐。

### 足球
比拉馬表現最佳的球季是在1990/91球季，而最大的成就則在1998/99球季贏得葡萄牙杯冠軍，是球會歷史性的第一次。而1990/91球季他們也打入了總決賽。他們也三次贏得乙組聯賽冠軍，分別在1960/61球季、1964/65球季和1970/71球季。甲組聯賽的冠軍也在2005/06球季贏過一次。他們曾於1999/2000球季參與歐洲足協杯賽事，並曾以2-1擊敗荷蘭的維迪斯。

#### 尤西比奧日
六十年代，尤西比奧是葡萄牙和賓菲加的標誌。但到了1976年，很多比拉馬球迷懷疑他在十年後是否還有當年的風采。後來他在12場比賽中入了3球，以他的年紀來說已經是相當不錯了。

#### 葡萄牙杯
沒有人會懷疑比拉馬最出眾的葡萄牙杯歷史是在1998/99球季，他們由António Sousa執教，他是比拉馬前球員，也曾効力波圖和國家隊。在對Campomaiorense的決賽賽事中，António Sousa的兒子Ricardo Sousa射入了唯一的入球。不過遺憾的是，這一季他們同時要降至甲組作賽。這是球會第二次打入決賽，第一次是在1990/91球季，當時輸給波圖。

#### 主場
阿威羅市政體育場是比拉馬的主場，能容納30,498人。。它是建築師Tomás Taveira設計用來於2004年歐洲國家杯比賽使用。球場色彩十分鮮艷，就像節日一樣。因為球場熱情的設計，很多球迷稱這裡為Circus。問題是球場由誰真正擁有？是由比拉馬會方還是市政府？這個問題雙方一直僵持不下，也令雙方的關係變得緊張，影響了球會的收入。

#### 马里奥·贾德尔的回歸
马里奥·贾德尔的回歸是2006年夏天中最大的足球新聞。他回到葡萄牙，選擇効力比拉馬，令球迷對他十分期待。因為這位巴西球員在歐洲曾贏得了金靴獎(頒給歐洲神射手的一個獎項)，所以他是令球會避免降班的希望。他在第一場比賽中有入球，令球會以2-2和艾維斯打成平手。

#### 球迷
比拉馬的球迷稱為Paixadores (漁民)，也被稱為Auri-negros (黃黑色)，是因為他們的熱情和球會的顏色。比拉馬在全球有很多球迷，不過都難以和阿威羅相比。很多比拉馬的球迷都明白球賽期門他們的瘋狂，例如拋煙花、唱歌和尖叫，都能令球會注入強心針。

#### 著名球員
- 尤西比奧
- Antonio Sousa
- Andy Marriott
- Todor Angelov
- Mariano Fernández
- 安托林·阿爾卡拉斯
- Marian Zemen
- Mário Jardel
- Kingsley Sunny Ekeh
- Clyde Wijnhard
- Faye Fary
- Fernando Aguiar
- Jorge Leitao
- 帕维尔·斯尔尼切克
- 张呈栋
- 王刚（足球运动员）

## 外部連結
- 官方網站
- 新聞網站